# Hercostomus flavicinctus
Hercostomus flavicinctus är en tvåvingeart som beskrevs av Becker 1922. Hercostomus flavicinctus ingår i släktet Hercostomus och familjen styltflugor.
Artens utbredningsområde är Myanmar. Inga underarter finns listade i Catalogue of Life.